# Eichfeld

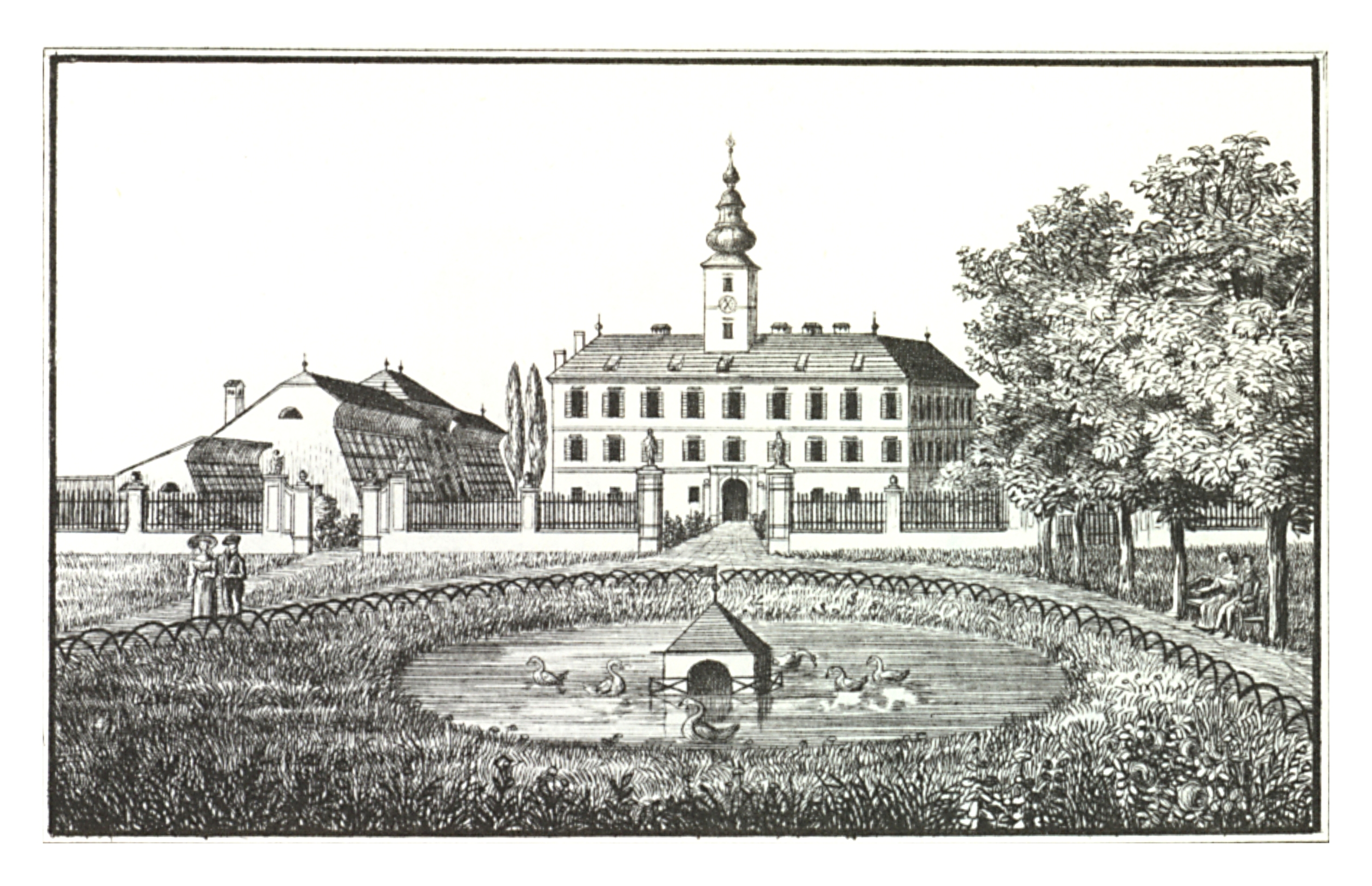
Château Brunnsee vers 1820, Lith. Anstalt J.F. Kaiser, Graz

Eichfeld est une ancienne commune autrichienne du district de Südoststeiermark en Styrie qui a été rattachée à la ville de Mureck le 1er janvier 2015.

## Géographie
La commune regroupait depuis 1968 les trois localités (avec leur population de 2011) : Eichfeld (349), Hainsdorf-Brunnsee (209), Oberrakitsch (334).

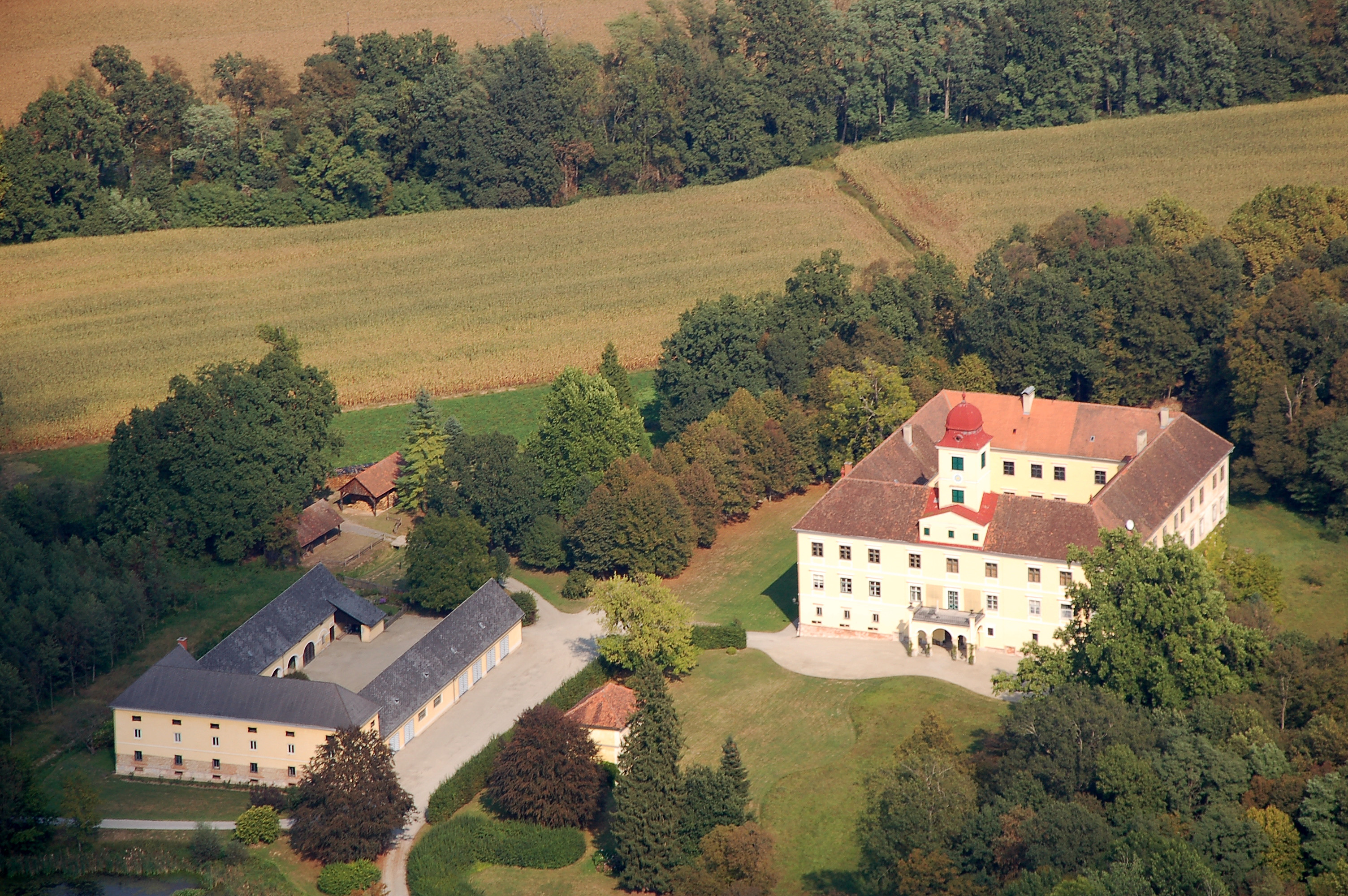
Château de Brunnsee

## Histoire
Eichfeld est le lieu de situation du château de Brunnsee, où Marie-Caroline de Bourbon-Siciles (1798-1870), duchesse de Berry, puis duchesse della Grazia, a vécu son exil de France.
Le château de Brunnsee fut reconstruit au XVIe siècle comme lieu de refuge pour la population environnante. Il présentait alors un quadrilatère bâti sur un terre-plein entouré de douves.
Ces douves furent ensuite comblées et un vaste parc baigné d'étangs dessiné à l'anglaise autour de la demeure.
En 1837, le château de Brunnsee est acheté par la princesse Marie-Caroline de Bourbon Siciles, qui y meurt en 1870. Cette demeure s'est depuis transmise dans sa descendance, la famille Lucchesi-Palli.

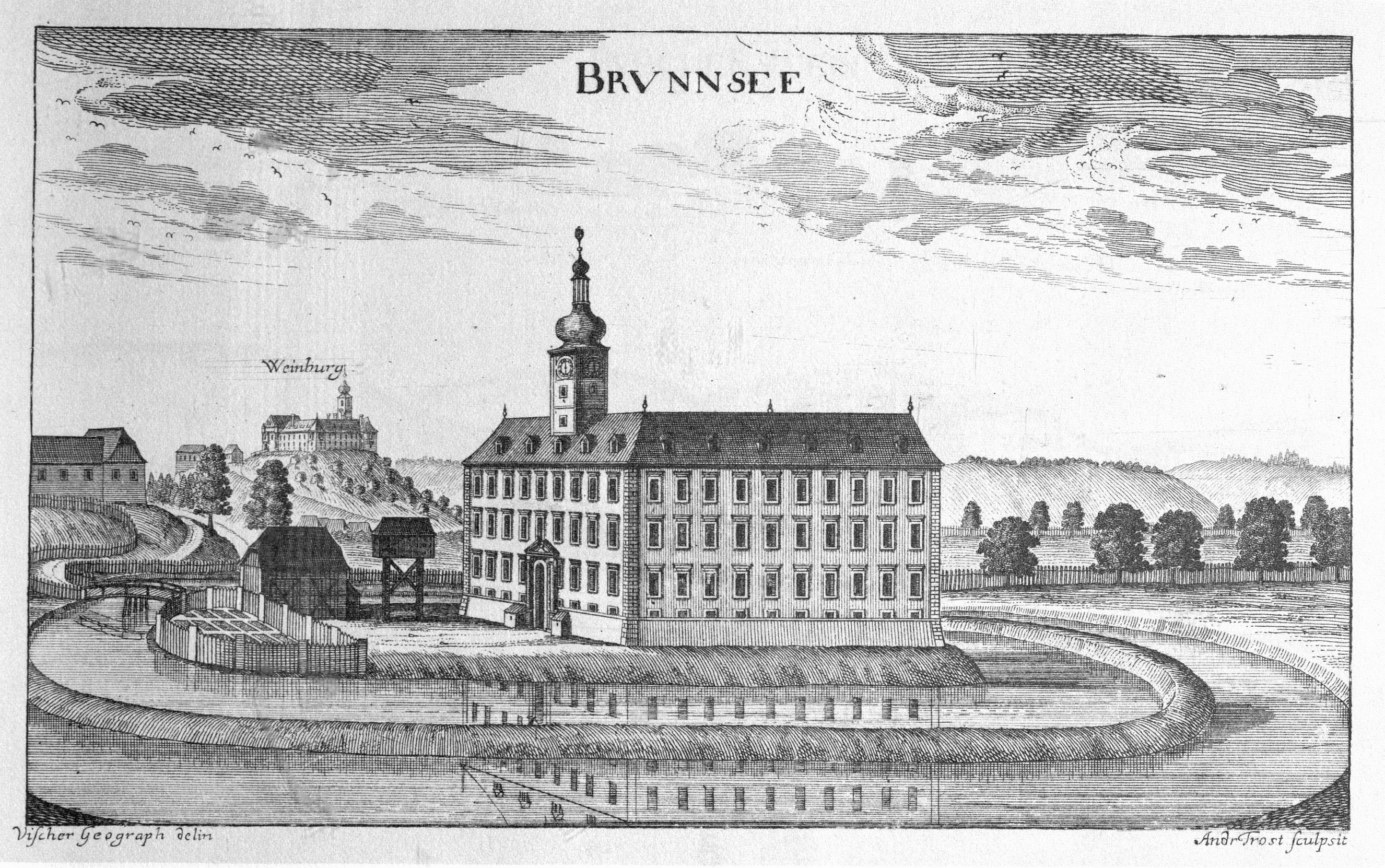
Château de Brunnsee en 1681

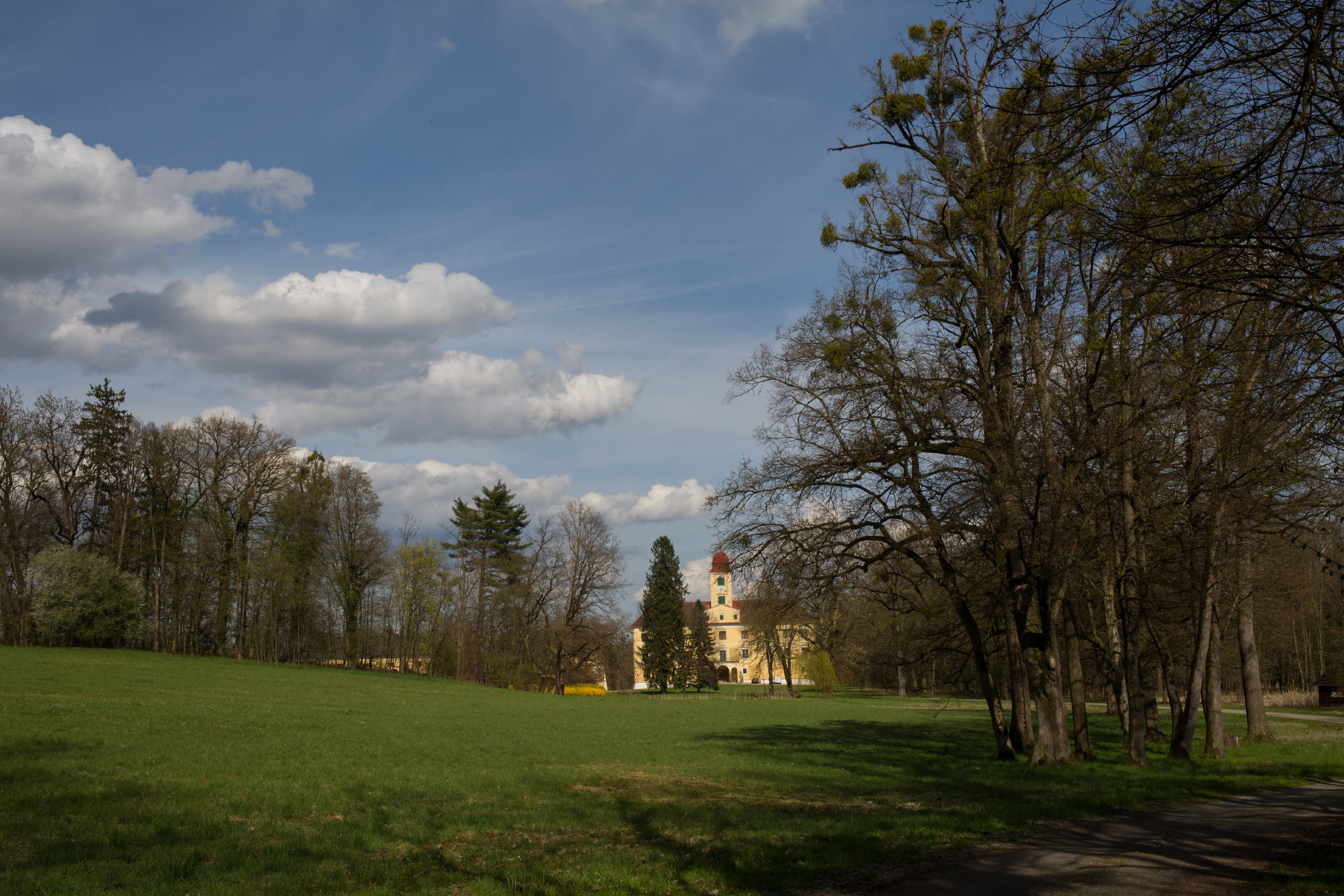
Château de Brunnsee, vu du parc.

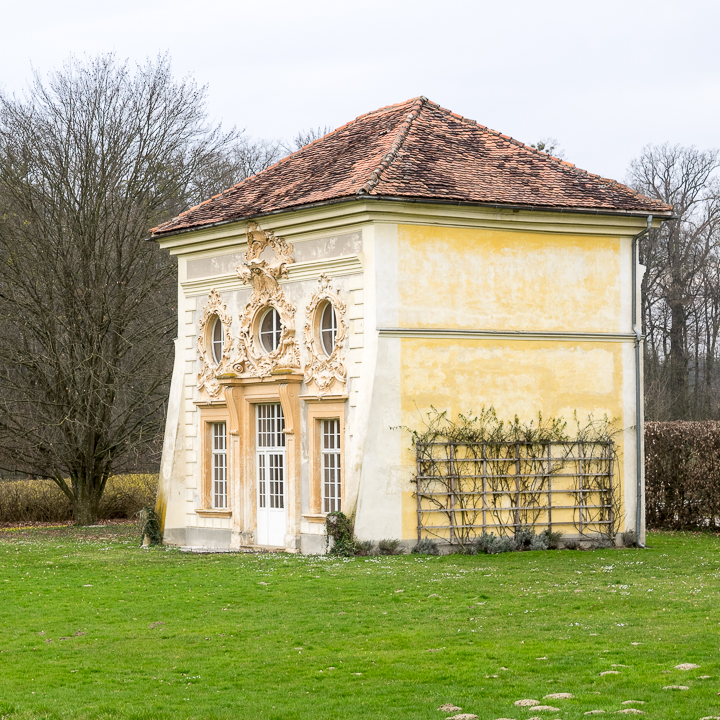
Château de Brunnsee - Pavillon subsistant de l'ancienne orangerie (XVIIIe siècle), au plafond orné par une fresque du peintre allemand Franz Ignaz Flurer.